# Уфф-Кирххоф
Уфф-Кирххоф (нем. Uff-Kirchhof) — одно из самых старых кладбищ Штутгарта. Появилось в VIII—IX веках на пересечении римских дорог и со времён Средневековья служит приходским кладбищем. Позднеготическая церковь Уффкирхе, расположенная на кладбище, находится под охраной государства и хранит хорошо сохранившиеся надгробия, имеющие художественную ценность. На кладбище Уфф-Кирххоф похоронены многие выдающиеся личности Штутгарта: немецкие автоконструкторы Готтлиб Даймлер и Вильгельм Майбах, автогонщик Герман Ланг, поэт Фердинанд Фрейлиграт.